# Maximilian Joseph von Gravenreuth
Maximilian Joseph Graf von Gravenreuth (* 24. April 1807 in Affing; † 18. Juli 1874 ebenda) war ein deutscher Schlossherr und Waldbesitzer.

## Werdegang
Maximilian Joseph Karl Christian, Freiherr von Gravenreuth, seit 1825 Graf von Gravenreuth, entstammte dem fränkischen Adelsgeschlecht der Gravenreuth und war der Sohn des 1825 gegraften Staatsrats Karl Ernst von Gravenreuth. Er war Besitzer von Schloss Affing mit den Gütern Griesbeckerzell und Obergriesbach. Er war verheiratet mit Marie Gräfin von Gravenreuth, geb. Freiin von Gise, Tochter des Ministers Friedrich August von Gise, Ehrenstiftsdame des St.-Anna-Ordens in München.
Von 1828 bis zu seinem Tod gehörte er der Kammer der Reichsräte des Bayerischen Landtags an.